# Xã Norden, Quận Deuel, Nam Dakota
Xã Norden (tiếng Anh: Norden Township) là một xã thuộc quận Deuel, tiểu bang Nam Dakota, Hoa Kỳ. Năm 2010, dân số của xã này là 356 người.